# Boarmia proschora
Boarmia proschora är en fjärilsart som beskrevs av Turner 1926. Boarmia proschora ingår i släktet Boarmia och familjen mätare. Inga underarter finns listade i Catalogue of Life.